# Куарона
Куаро́на (итал. Quarona, пьем. Quaron-a) — коммуна в Италии, располагается в регионе Пьемонт, в провинции Верчелли.
Население составляет 4252 человека (2008 г.), плотность населения составляет 283 чел./км². Занимает площадь 15 км². Почтовый индекс — 13017. Телефонный код — 0163.
Покровителем коммуны почитается святой Иоанн Креститель, празднование 24 июня.

## Демография
Динамика населения:

## Экономика
В Куароне находится штаб-квартира итальянского люксового производителя одежды из шерсти и кашемира Loro Piana.